# Stazione di Martinsicuro
La stazione di Martinsicuro è una fermata ferroviaria, posta sulla ferrovia Adriatica, a servizio del comune costiero di Martinsicuro, in provincia di Teramo.

## Storia
La stazione è stata attivata il 7 dicembre 2022.
I lavori di costruzione sono stati cofinanziati in parti uguali da Rete Ferroviaria Italiana e Regione Abruzzo.
L'apertura della stazione ha permesso di colmare l'assenza di fermate ferroviarie nella parte settentrionale della provincia di Teramo e della Val Vibrata verificatosi in seguito alla chiusura della Stazione di Martinsicuro-Colonnella nel 1959.

## Strutture e impianti
Il gestore è RFI che la cataloga nella categoria "Bronze".
La stazione è dotata di due binari, i cui marciapiedi sono lunghi 250 metri e alti 55 centimetri. Dispone inoltre di due ascensori, aree di attesa coperte da pensiline e un sottopasso per l'accesso ai binari.